# Freeport (Nowy Jork)
Freeport – miejscowość na prawach wsi w Stanach Zjednoczonych, na południu Nassau County w Long Island. Druga najludniejsza miejscowość na prawach wsi (village) w stanie Nowy Jork. Według spisu ludności z roku 2010, we Freeport żyje 42 860 ludzi, przy gęstości zaludnienia 3576/km²
Położone na południowym brzegu Long Island, wchodzi administracyjnie w skład Town of Hempstead, posiada jednak własną policję (Freeport Police Department – FPD), straż pożarną, oraz przedsiębiorstwa komunalne - zapewniające energią elektryczną (Freeport Electric), wodę i inne z zakresu usług publicznych. Z miastem Nowy Jork i resztą Long Island skomunikowane jest przez sieć kolejową Long Island Rail Road oraz linie publicznej autobusowej komunikacji miejskiej, a także siecią dróg szybkiego ruchu oraz autostrad. Południowa część miejscowości poprzecinana jest siecią kanałów przez mokradła słone łączących ją z Atlantykiem. We Freeport znajduje się duża liczba przystani dla małych jednostek pływających, będących własnością osób prywatnych i lokalnych przedsiębiorstw – głównie rybackich i rekreacyjnych. Gospodarka Freeport w dużej mierze związana jest z morzem i usługami publicznymi, zaś prawdopodobnie najbardziej znaną atrakcją Freeport jest „Nautical Mile” – rozciągająca się na milę ulica restauracyjna wzdłuż najstarszego w mieście kanału, XIX-wiecznego Woodcleft Canal, która jest popularnym miejscem rozrywki wśród mieszkańców Nassau County oraz nieodległego Nowego Jorku.
Według spisu ludności z 2010 roku, 44,2% stanowi ludność biała, 35,9% ludność pochodzenia latynoskiego zaś 34,2% stanowią Afroamerykanie.
W 1924 roku we Freeport utworzono WGBB - nadającą na obszar hrabstwa, pierwszą w Stanach Zjednoczonych 24-godzinną stację radiową.

## Ku Klux Klan
Po 1915 roku silnie na Long Island były sentymenty rasistowskie i ksenofobiczne, istotną pozycję odgrywał też tu Ku Klux Klan, Freeport zaś stanowił jedną z twierdz klanu na wyspie. Ostrze działań klanu skierowane było przeciw imigracji z Europy - zwłaszcza imigracji katolików i  wyznawców judaizmu, których uważano za zagrożenie na „amerykańskiego stylu życia”. 20 września 1924 roku, we Freeport miała miejsce gromadząca ok. 30 000 widzów parada, której trzonem było 2000 członków Ku Klux Klanu pod przewodnictwem szefa Policji Freeport Johna Hartmana. Członkami KKK byli przede wszystkim anglo-saksońscy protestanci, którzy nowych imigrantów z Europy uznawali za zagrożenie dla swojej dominującej pozycji w regionie. Spadek znaczenia Ku Klux Klanu w regionie rozpoczął jednak około 1926 roku, gdy w lokalnych wyborach przedstawiciele organizacji zaczęli przegrywać z jej przeciwnikami.